# North Weald Bassett
North Weald Bassett är en by och en civil parish i Epping Forest i Essex i England. Orten har 6 039 invånare (2001).